# 建石一
建石 一（たていし はじめ、1967年6月19日（57歳） - ）は、千葉県山武市出身の日本の作詞家。別名義に「多手石 松観（たてのいし しょうかん）」「初 信之介（はじめ しんのすけ）」がある。

## 主な楽曲
- 葵かを里「夢さくら」
- あおい大輔「男は演歌だね」
- 青木香織「速達」「夢色酒」「夢子の酒場」「幸せさがし」「情念海峡」「想い出飾り」
- 一條ひろし&安倍里葎子「赤と黒の誘惑」
- 岩出和也「おまえに雨宿り」「港町ものがたり」
- 大月みやこ「ドラマティック・恋」
- 金田たつえ「夫婦駒[注釈 1]」
- 加納歌佳「ピエロの涙」
- 佳山明生「愛終[注釈 1]」
- 京壮亮「泣かせないぜ」
- 金蓮子「北夢人」
- 島倉千代子「人生はショータイム」「花なら花らしく」「風の中で…」(南信州浪合村イメージソング)
- ちあきまみ「ふられちゃったよ」
- チャン・スー「青いカナリヤ」「ラ・ヴィ・アン・ローズ」
- 天童よしみ「春が来た」「夢うぐいす」
- 新沼謙治「ちいさな春[注釈 1]」「お前にだけは[注釈 1]」「男のやせがまん」
- 舟木一夫「ありがとうあなた」
- 杜このみ「王手![注釈 2]」
- 山本湖々「遅すぎたのね｣
- 山本譲二「放浪う…ままに」「俺がいるじゃないか」
- りん&とも「誘惑のロマンス」
- 渡哲也「逢いたいね」